# Gaudiaba
Gaudiaba (łac. Diocesis Gaudiabensis) – stolica historycznej diecezji w Cesarstwie rzymskim w prowincji Numidia zlikwidowana w VII w. podczas ekspansji islamskiej, współcześnie w północnej Algierii. Obecnie katolickie biskupstwo tytularne. 

## Biskupi tytularni
| Lp. | Biskup                           | Funkcja                                      | Od                | Do                  |
| --- | -------------------------------- | -------------------------------------------- | ----------------- | ------------------- |
| 1   | Giulio Bevilacqua                | –                                            | 15 lutego 1965    | 25 lutego 1965      |
| 2   | Bernardino Maria Dino Piccinelli | biskup pomocniczy Ankony (Włochy)            | 23 czerwca 1966   | 1 października 1986 |
| 3   | Giovanni Saldarini               | biskup pomocniczy Mediolanu (Włochy)         | 10 listopada 1984 | 31 stycznia 1989    |
| 4   | Januário Torgal Mendes Ferreira  | ordynariusz polowy Portugalii                | 22 kwietnia 1989  | 3 maja 2001         |
| 5   | Đuro Hranić                      | biskup pomocniczy Ðakova-Osijeku (Chorwacja) | 5 lipca 2001      | 18 kwietnia 2013    |
| 6   | Bruno Feillet                    | biskup pomocniczy Reims (Francja)            | 28 czerwca 2013   | 17 lipca 2021       |
| 7   | Francesco Beneduce               | biskup pomocniczy Neapolu (Włochy)           | 27 września 2021  |                     |